# Onthophagus desectus
Onthophagus desectus är en skalbaggsart som beskrevs av Macleay 1871. Onthophagus desectus ingår i släktet Onthophagus och familjen bladhorningar. Inga underarter finns listade i Catalogue of Life.